# Amos Hadar
Amos Hadar (hebrejsky עמוס הדר, rodným jménem Amos Horowitz, 7. září 1923 – 13. ledna 2014) byl izraelský politik a poslanec Knesetu za stranu Ma'arach.

## Biografie
Narodil se ve vesnici Nahalal. Vystudoval střední školu.

## Politická dráha
V mládí se angažoval v hnutí ha-No'ar ha-Oved. Byl tajemníkem mošavu Nahalal, působil v hnutí Bnej Mošavim v Negevu. V roce 1964 zastával post tajemníka ekonomického výboru mošavového hnutí. V letech 1964–1968 byl členem strany Rafi, od roku 1968 byl členem Strany práce.
V izraelském parlamentu zasedl poprvé po volbách v roce 1973, do nichž šel za stranu Ma'arach. Mandát ale získal až dodatečně, v dubnu 1975, jako náhradník. Stal se členem parlamentního výboru pro ekonomické záležitosti a výboru státní kontroly. Opětovně byl za Ma'arach zvolen ve volbách v roce 1977. Nastoupil jako člen do výboru pro ekonomické záležitosti a finančního výboru. Předsedal podvýboru pro nedostatek potravin v rámci systému výrobních kvót. Ve volbách v roce 1981 mandát neobhájil. V letech 1982–1985 byl generálním tajemníkem mošavového hnutí.